# Erioderma sorediatum
Erioderma sorediatum är en lavart som beskrevs av D. J. Galloway & P. M. Jørg. Erioderma sorediatum ingår i släktet Erioderma och familjen Pannariaceae.   Inga underarter finns listade i Catalogue of Life.